# 圣马丹勒布扬
圣马丹勒布扬（法語：Saint-Martin-le-Bouillant，法語發音：[sɛ̃ maʁtɛ̃ lə bujɑ̃]）是法国芒什省的一个市镇，属于阿夫朗什区。

## 地理
圣马丹勒布扬（48°47'7"N, 1°10'38"W）面积12.37 平方千米，位于法国诺曼底大区芒什省，该省份为法国西北部沿海省份，西、北、东北三面环大西洋，东起顺时针与卡爾瓦多斯省、奧恩省、马耶讷省和伊勒-维莱讷省接壤。
与圣马丹勒布扬接壤的市镇（或旧市镇、城区）包括：拉沙佩勒塞斯兰、布瓦西翁、谢朗塞勒埃龙、库卢夫赖-布瓦伯纳特尔、莱洛日叙布雷塞、圣让迪科拉伊-德布瓦、圣洛朗德屈沃、圣尼古拉德布瓦。

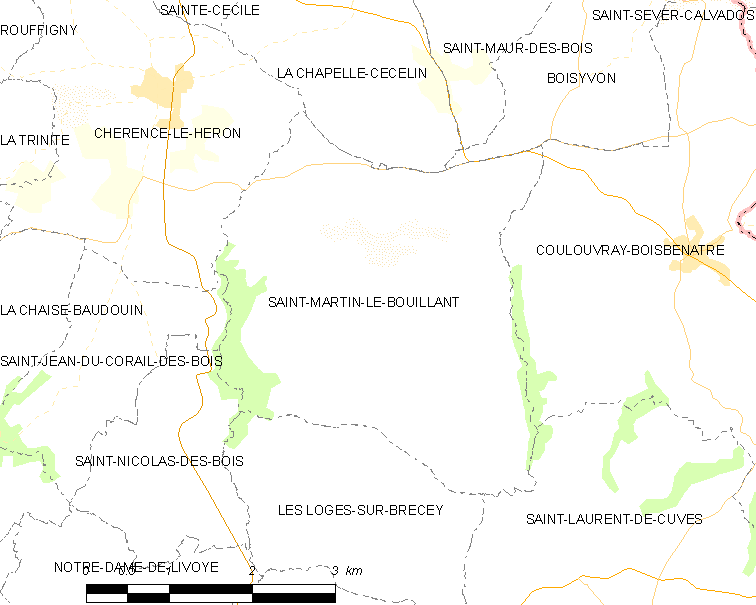
圣马丹勒布扬的OSM定位图

圣马丹勒布扬的时区为UTC+01:00、UTC+02:00（夏令时）。

## 行政
圣马丹勒布扬的邮政编码为50800，INSEE市镇编码为50518。

## 政治
圣马丹勒布扬所属的省级选区为维勒迪约莱普瓦勒-鲁菲尼县。

## 人口

1962-2008年间圣马丹勒布扬人口变化图示

圣马丹勒布扬于2022年1月1日时的人口数量为312人。